# Women's Asia Pacific Sevens Championship 2012
El Women's Asia-Pacific Sevens Championship de 2012 fue la tercera edición del torneo de rugby 7 en la que compitieron seleccionados femeninos de Asia y Oceanía.
Se disputó en la ciudad de Kota Kinabalu en Malasia.

## Desarrollo

### Grupo A
| Pos. | Equipo             | Encuentros | Encuentros | Encuentros | Encuentros | Tantos  | Tantos    | Tantos     | Puntos |
| Pos. | Equipo             | jugados    | ganados    | empatados  | perdidos   | a favor | en contra | diferencia | Puntos |
| ---- | ------------------ | ---------- | ---------- | ---------- | ---------- | ------- | --------- | ---------- | ------ |
| 1    | Papúa Nueva Guinea | 4          | 3          | 1          | 0          | 99      | 55        | 44         | 11     |
| 2    | Hong Kong          | 4          | 3          | 0          | 1          | 89      | 45        | 44         | 10     |
| 3    | China              | 4          | 2          | 1          | 1          | 104     | 38        | 66         | 9      |
| 4    | Tailandia          | 4          | 1          | 0          | 3          | 60      | 81        | -21        | 6      |
| 5    | Corea del Sur      | 4          | 0          | 0          | 4          | 0       | 133       | -133       | 4      |

### Grupo B
| Pos. | Equipo       | Encuentros | Encuentros | Encuentros | Encuentros | Tantos  | Tantos    | Tantos     | Puntos |
| Pos. | Equipo       | jugados    | ganados    | empatados  | perdidos   | a favor | en contra | diferencia | Puntos |
| ---- | ------------ | ---------- | ---------- | ---------- | ---------- | ------- | --------- | ---------- | ------ |
| 1    | Japón        | 4          | 4          | 0          | 0          | 107     | 22        | 85         | 12     |
| 2    | Australia    | 4          | 3          | 0          | 1          | 131     | 14        | 117        | 10     |
| 3    | Kazajistán   | 4          | 2          | 0          | 2          | 73      | 33        | 40         | 8      |
| 4    | China Taipéi | 4          | 1          | 0          | 3          | 17      | 117       | -100       | 6      |
| 5    | Singapur     | 4          | 0          | 0          | 4          | 5       | 137       | -132       | 4      |

#### Bowl
|  | Quinto puesto |               |    |  |
|  |               |               |    |  |
|  | Singapur      | Singapur      | 29 |  |
|  | Singapur      | Singapur      | 29 |  |
|  | Corea del Sur | Corea del Sur | 0  |  |
|  | Corea del Sur | Corea del Sur | 0  |  |

#### Copa de plata
|  | Semifinales  | Semifinales  | Semifinales |       |            | Final Copa de plata | Final Copa de plata | Final Copa de plata |  |
|  |              |              |             |       |            |                     |                     |                     |  |
|  |              |              |             |       |            |                     |                     |                     |  |
|  | Kazajistán   | Kazajistán   | 22          |       |            |                     |                     |                     |  |
|  | Kazajistán   | Kazajistán   | 22          |       |            |                     |                     |                     |  |
|  | Tailandia    | Tailandia    | 0           |       |            |                     |                     |                     |  |
|  | Tailandia    | Tailandia    | 0           |       | Kazajistán | Kazajistán          | 29                  |                     |  |
|  |              |              |             |       | Kazajistán | Kazajistán          | 29                  |                     |  |
|  |              |              | China       | China | 14         |                     |                     |                     |  |
|  | China        | China        | China       | China | 14         | 24                  |                     |                     |  |
|  | China        | China        |             |       |            | 24                  |                     |                     |  |
|  | China Taipéi | China Taipéi | 0           |       |            | Séptimo puesto      | Séptimo puesto      | Séptimo puesto      |  |
|  | China Taipéi | China Taipéi | 0           |       |            | Séptimo puesto      | Séptimo puesto      | Séptimo puesto      |  |
|  |              |              |             |       |            |                     |                     |                     |  |
|  |              |              |             |       |            | China Taipéi        | China Taipéi        | 24                  |  |
|  |              |              |             |       |            | China Taipéi        | China Taipéi        | 24                  |  |
|  |              |              |             |       |            | Tailandia           | Tailandia           | 12                  |  |
|  |              |              |             |       |            | Tailandia           | Tailandia           | 12                  |  |
|  |              |              |             |       |            |                     |                     |                     |  |

#### Copa de oro
|  | Semifinales        | Semifinales        | Semifinales |       |           | Final              | Final              | Final         |  |
|  |                    |                    |             |       |           |                    |                    |               |  |
|  |                    |                    |             |       |           |                    |                    |               |  |
|  | Australia          | Australia          | 12          |       |           |                    |                    |               |  |
|  | Australia          | Australia          | 12          |       |           |                    |                    |               |  |
|  | Papúa Nueva Guinea | Papúa Nueva Guinea | 7           |       |           |                    |                    |               |  |
|  | Papúa Nueva Guinea | Papúa Nueva Guinea | 7           |       | Australia | Australia          | 36                 |               |  |
|  |                    |                    |             |       | Australia | Australia          | 36                 |               |  |
|  |                    |                    | Japón       | Japón | 17        |                    |                    |               |  |
|  | Japón              | Japón              | Japón       | Japón | 17        | 27                 |                    |               |  |
|  | Japón              | Japón              |             |       |           | 27                 |                    |               |  |
|  | Hong Kong          | Hong Kong          | 0           |       |           | Tercer puesto      | Tercer puesto      | Tercer puesto |  |
|  | Hong Kong          | Hong Kong          | 0           |       |           | Tercer puesto      | Tercer puesto      | Tercer puesto |  |
|  |                    |                    |             |       |           |                    |                    |               |  |
|  |                    |                    |             |       |           | Papúa Nueva Guinea | Papúa Nueva Guinea | 26            |  |
|  |                    |                    |             |       |           | Papúa Nueva Guinea | Papúa Nueva Guinea | 26            |  |
|  |                    |                    |             |       |           | Hong Kong          | Hong Kong          | 17            |  |
|  |                    |                    |             |       |           | Hong Kong          | Hong Kong          | 17            |  |
|  |                    |                    |             |       |           |                    |                    |               |  |

| Bandera de Australia |
| Campeón Australia    |
| Primer título        |